# Scadoxus multiflorus
Scadoxus multiflorus ist eine Pflanzenart aus der Familie der Amaryllisgewächse (Amaryllidaceae). Die etwa neun Arten dieser Gattung wurden früher in die Gattung Blutblumen (Haemanthus) gestellt. Auch Scadoxus multiflorus erscheint oftmals unter der Bezeichnung „Blutblume“, manchmal aber auch als „Feuerball-Lilie“ im Handel.

## Beschreibung

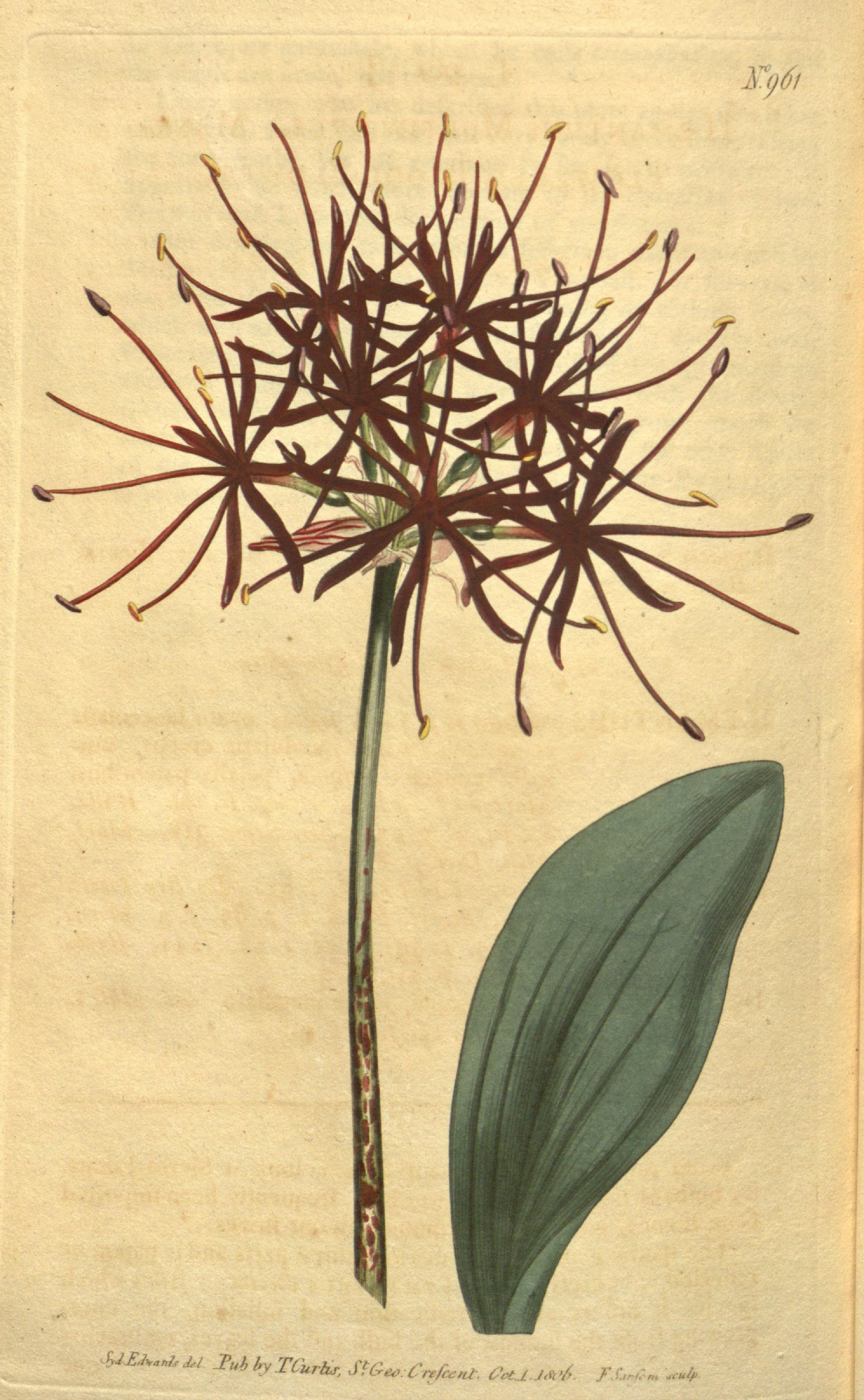
Illustration in Curtis's Botanical Magazine

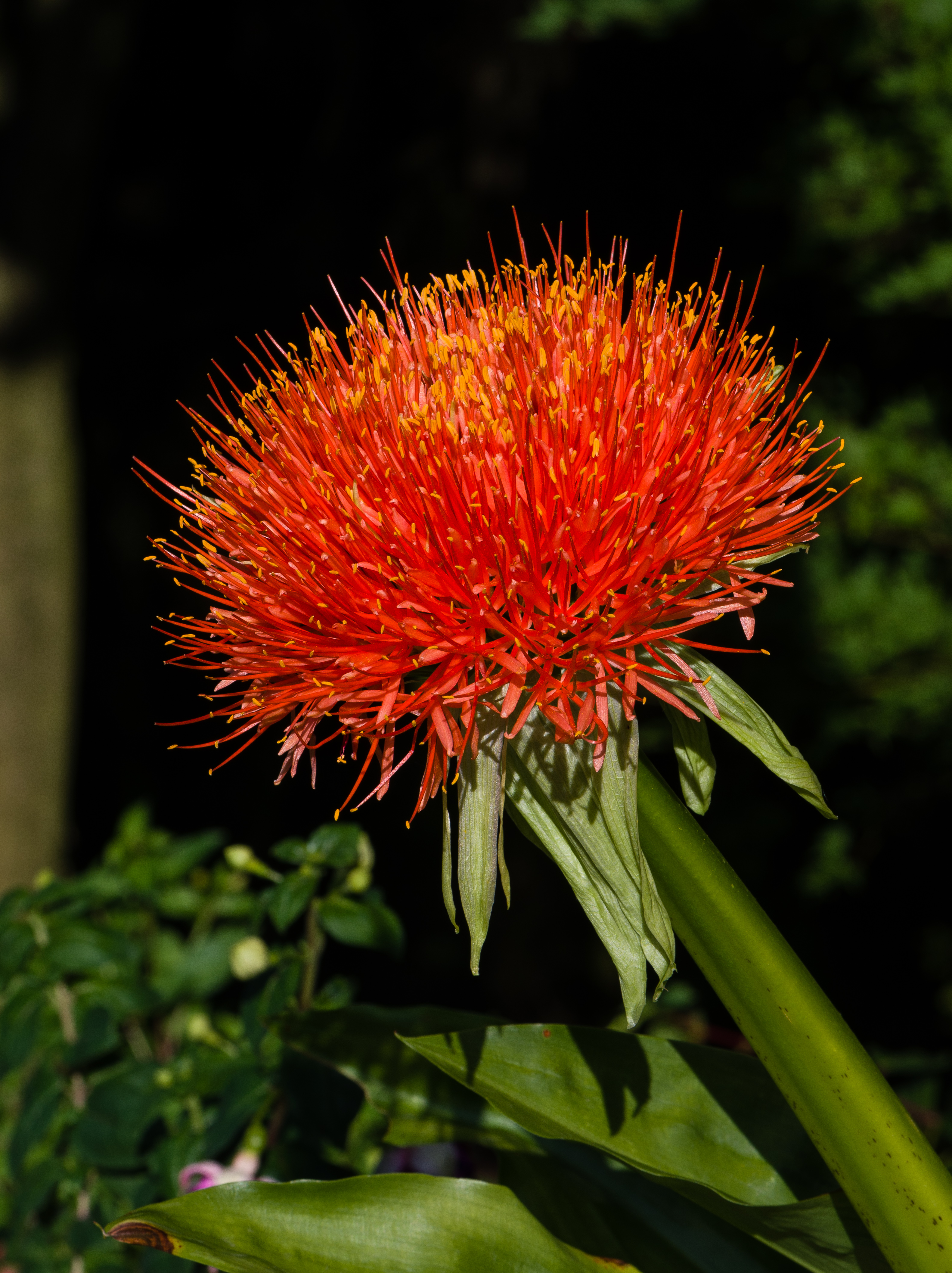
Blütenstand

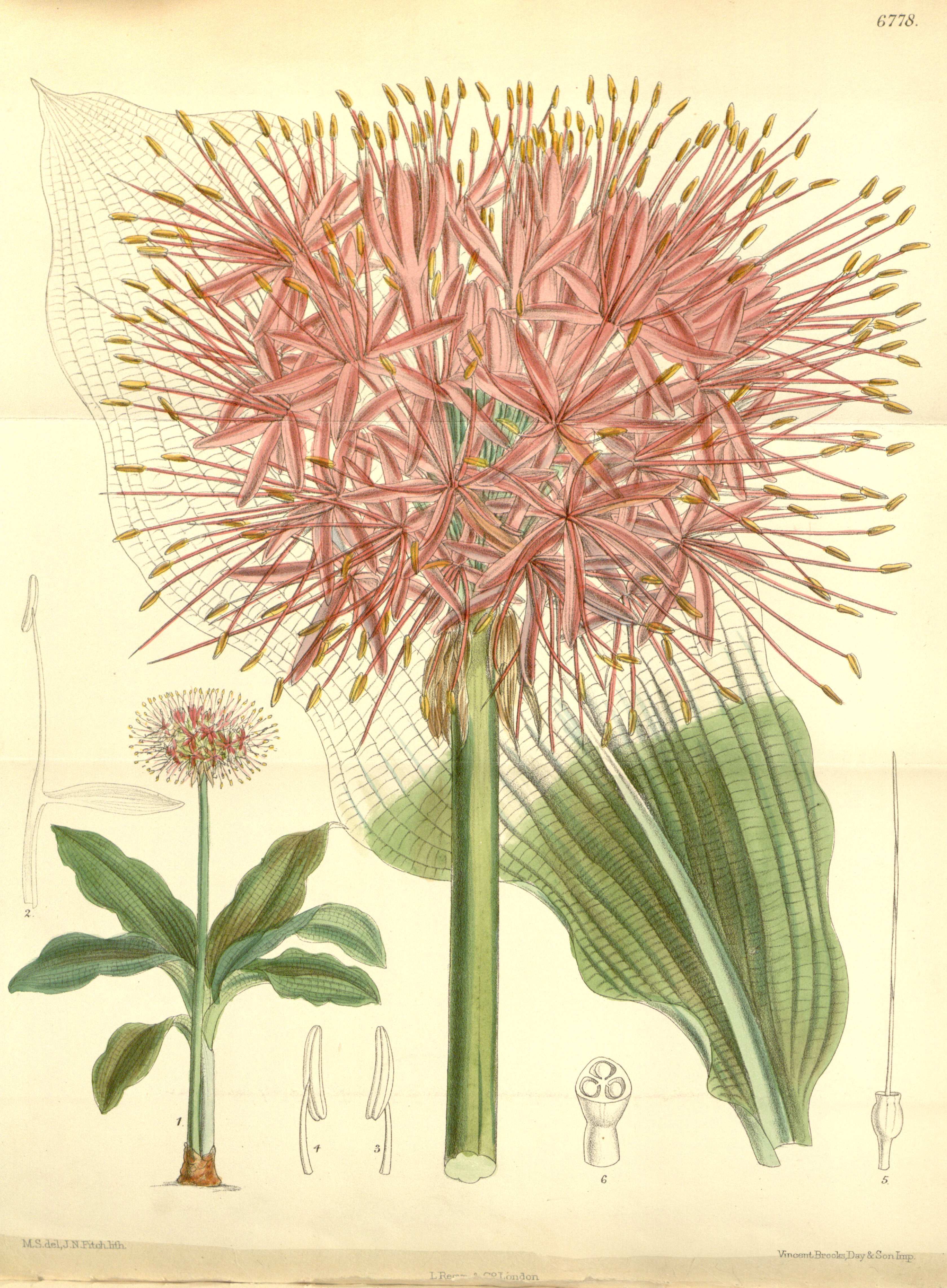
Illustration von Scadoxus multiflorus subsp. katharinae

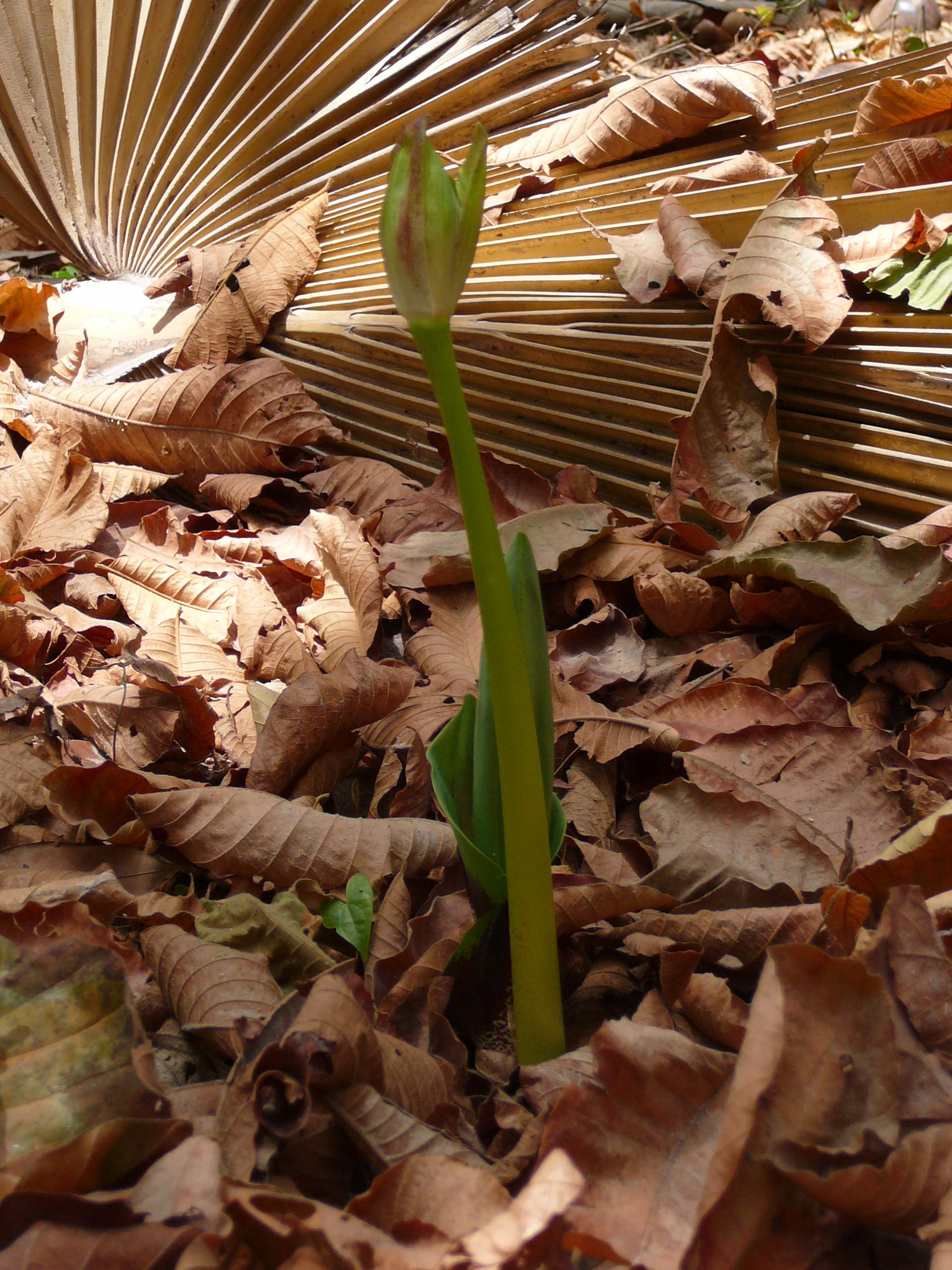
Knospiger Blütenstand im Habitat

### Vegetative Merkmale
Bei Scadoxus multiflorus handelt es sich um eine ausdauernde krautige Pflanze. Dieser Geophyt bildet Zwiebeln als Überdauerungsorgane aus, aus denen im Frühjahr neue Laubblätter wachsen. Die einfachen, gewellten Laubblätter sind etwa 40 Zentimeter lang. Die Blattbasen bilden einen Scheinstamm, der häufig lila gefleckt ist.

### Generative Merkmale
Im Frühjahr (bei Scadoxus multiflorus subsp. katharinae im Spätsommer) erscheinen die 60 bis 90, gelegentlich bis 110 Zentimeter hohen, doldenförmigen Blütenstände. Die zwittrigen Blüten sind dreizählig und rosarot bis scharlachrot. Die Staubfäden sind auffällig und lang. Oft entstehen die Blüten bereits, bevor die Laubblätter vollständig ausgebildet sind.
Aus den Blüten entstehen kleine, orange-rote Früchte.

## Vorkommen
Scadoxus multiflorus stammt ursprünglich aus Afrika und besiedelt dort zahlreiche Habitate, die zwar vorwiegend in den Tropen liegen, sich jedoch von den südafrikanischen Provinzen Ostkap über KwaZulu-Natal und den vier nördlichen Provinzen Südafrikas nach Eswatini, Mosambik, Simbabwe, Namibia und Botswana ziehen, und alle Gebiete des tropischen Afrika mit Ausnahme der trockensten Zonen umfassen. Im Nordosten reicht das Areal bis nach Kenia und auf die südwestliche Arabische Halbinsel, gen Westen in der Sudan- und Guineazone bis zum Senegal.
Das Vorkommen reicht vom Tiefland bis in die Bergwälder. Auch Sekundärwälder, Waldränder, Waldsavannen und offenes Grasland werden besiedelt. Typischerweise findet man sie im Schatten von Bäumen in der Nähe von Flussufern.

## Systematik
Die Erstveröffentlichung erfolgte 1795 unter dem Namen (Basionym) Haemanthus multiflorus durch Thomas Martyn in Monogr. cum ic. Die Neukombination zu Scadoxus multiflorus (Martyn) Raf. wurde 1838 durch Constantine Samuel Rafinesque-Schmaltz in Flora Telluriana, 4, S. 19 veröffentlicht.
Von Scadoxus multiflorus gibt es je nach Autor etwa drei Unterarten:
- Scadoxus multiflorus (Martyn) Raf. subsp. multiflorus (Syn.: Haemanthus colchicifolius Salisb., Haemanthus cruentatus Schumach. & Thonn., Haemanthus abyssinicus Herb., Haemanthus delagoensis Herb., Haemanthus tenuiflorus Herb. nom. superfl., Haemanthus tenuiflorus var. delagoensis (Herb.) Herb. nom. illeg., Haemanthus tenuiflorus var. mocambicensis Herb., Haemanthus tenuiflorus var. coccineus Hook. f., Haemanthus arabicus M.Roem., Haemanthus rupestris Baker, Haemanthus filiflorus Baker ex Hiern, Haemanthus kalbreyeri Baker, Haemanthus bivalvis Beck, Haemanthus micrantherus Pax, Haemanthus eurysiphon Harms, Haemanthus somaliensis Baker, Haemanthus nicholsonii Baker, Haemanthus zambesiacus Baker, Haemanthus arnoldianus De Wild. & T.Durand, Haemanthus cecilae Baker, Haemanthus andrei De Wild., Haemanthus mildbraedii Perkins, Haemanthus seretii De Wild., Haemanthus bequaertii De Wild., Haemanthus lynesii Stapf, Haemanthus otaviensis Dinter, Haemanthus sacculus E.Phillips): Sie kommt vom südlichen und tropischen Afrika bis zur Arabischen Halbinsel vor.[3]
- Scadoxus multiflorus subsp. katharinae (Baker) Friis & Nordal (Syn.: Haemanthus katharinae Baker, Haemanthus multiflorus subsp. katharinae (Baker) I.Bjørnstad & Friis): Sie kommt im südlichen Afrika vor.[3] Die Chromosomenzahl beträgt 2n = 18.[6]
- Scadoxus multiflorus subsp. longitubus (C.H.Wright) Friis & Nordal (Syn.: Haemanthus longitubus C.H.Wright, Haemanthus multiflorus subsp. longitubus (C.H.Wright) I.Bjørnstad & Friis, Haemanthus mannii Baker): Sie kommt in den Wäldern des tropischen Westafrika vor.[3] Die Chromosomenzahl beträgt 2n = 18 oder 20.[7]

## Inhaltsstoffe und Giftigkeit
Die Zwiebeln sind durch ihren Gehalt an Lycorin und anderen Alkaloiden giftig.